# Playa de Fontaíña

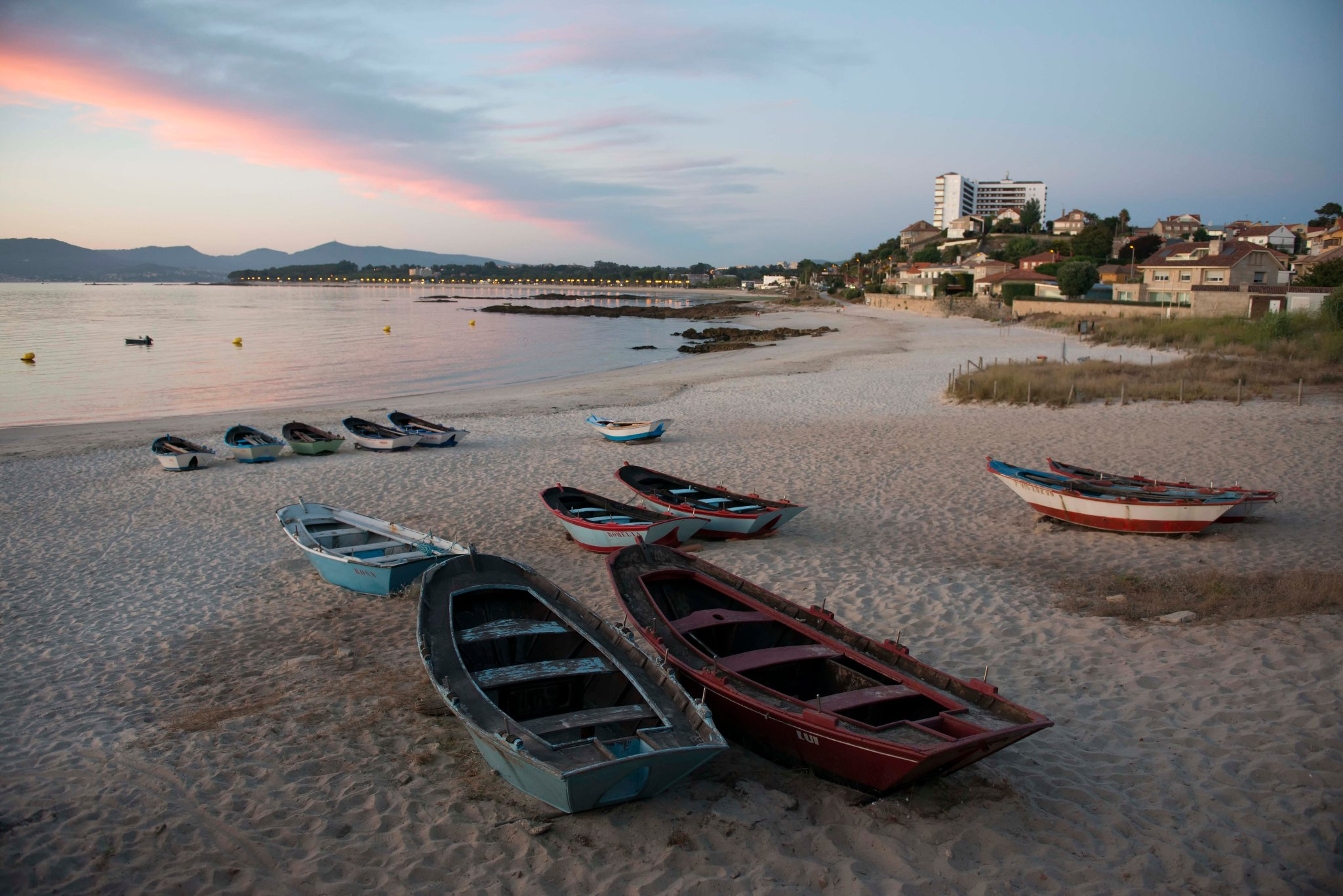
Playa de Fontaíña en Corujo, España

La Playa de Fontaíña  está situada en la parroquia de Coruxo, en el municipio gallego de Vigo. Es una de las playas de Vigo que cuenta con Bandera Azul.

## Características
Playa semiurbana, continuación natural del arenal de O Vao y Baluarte, del que se separa por un pequeño saliente rocoso. Toma su nombre de una fuente próxima y su localización es inconfundible por el crucero que la domina en su sector este. La playa tiene una longitud de 280 metros, está compuesta por arenas graníticas. Al igual que en los arenales colindantes, Fontaíña esta bordeada por residencias, bares y restaurantes con una alta ocupación estival.

## Servicios
Cuenta con rampas de acceso, duchas, papeleras, servicios de limpieza y vigilancia por los veranos.

## Accesos
Al arenal se accede en vehículo rodado por la carretera costera de Vigo a Bayona (PO-325), que pasa por la misma playa. Autobús urbano de Vitrasa líneas L10 y L11.